# 克里斯蒂安·拜爾斯
克里斯蒂安·拜爾斯（Christian Byers，1993年7月31日—）是澳大利亞的一位演員。他出演的首部電影是Opal Dream。拜爾斯現在就讀於雪梨科技大學。